# Mimudea gigantalis
Mimudea gigantalis là một loài bướm đêm trong họ Crambidae.